# Oost (windstreek)

Oost is een van de vier windstreken, naast noord, zuid en west.
Oost staat recht tegenover west, zoals ook zuid recht tegenover noord staat.
De betekenis van het woord 'Oriënt' is (letterlijk) de zon komt op in het oosten.
Omdat het oosten is gedefinieerd als de richting waarin de zon lijkt op te komen, is het de richting waar het oppervlak van de aarde naartoe draait. In de astronomie is het oosten van de zon omgekeerd gedefinieerd met betrekking tot de draairichting; het oosten is daar de richting van waar het oppervlak van weg draait.
Op de aardbol spreekt men over het Oosten als men het over het oostelijk halfrond heeft. Bijvoorbeeld:
- Saoedi-Arabië ligt in het Midden-Oosten.
- Japan ligt in het Verre Oosten.
- In de koloniale periode sprak men in Nederland over "De Oost" als men Nederlands-Indië (het tegenwoordige Indonesië) bedoelde.

Aardrijkskundige aanduidingen die naar deze windrichting genoemd zijn:
- Oost (Texel), een woonplaats op Texel
- Kasteel Oost te Valkenburg
- Oostende in Vlaanderen (tegenover Westende, ook aldaar)
- Oosteinde is een plaatsnaam die 6 keer voorkomt in Nederland
- Oostplein, een plein in Rotterdam (ligt in het oosten van het centrum)
- Oostplein (metrostation), een metrostation in Rotterdam (ligt in het oosten van het Centrum)

Noord · Oost · Zuid · West